# Equipo Mixto en los Juegos Olímpicos
Los Equipos Mixtos fueron deportistas de diferentes países que compitieron en un mismo equipo en algunos deportes en los tres primeros Juegos Olímpicos de Verano. En la actualidad, el Comité Olímpico Internacional agrupa los resultados de estos atletas bajo el código ZZX.

## Medallero

### Por edición
| Evento        | Oro | Plata | Bronce | Total |
| ------------- | --- | ----- | ------ | ----- |
| Atenas 1896   | 1   | 0     | 1      | 2     |
| París 1900    | 5   | 3     | 3      | 11    |
| San Luis 1904 | 1   | 1     | 0      | 2     |
| TOTAL         | 7   | 4     | 4      | 15    |

### Por deporte
| Evento        | Oro | Plata | Bronce | Total |
| ------------- | --- | ----- | ------ | ----- |
| Atletismo     | 1   | 1     | 0      | 2     |
| Esgrima       | 1   | 0     | 0      | 1     |
| Polo          | 1   | 1     | 1      | 3     |
| Tenis         | 1   | 2     | 3      | 6     |
| Tira y afloja | 1   | 0     | 0      | 1     |
| Vela          | 2   | 0     | 0      | 2     |
| TOTAL         | 7   | 4     | 4      | 15    |

### Por equipos mixtos
| Evento                             | Oro | Plata | Bronce | Total |
| ---------------------------------- | --- | ----- | ------ | ----- |
| Francia Reino Unido                | 2   | 1     | 1      | 4     |
| Australia Reino Unido              | 1   | 0     | 1      | 2     |
| Estados Unidos Reino Unido         | 1   | 0     | 1      | 2     |
| Alemania Reino Unido               | 1   | 0     | 0      | 1     |
| Cuba · Estados Unidos              | 1   | 0     | 0      | 1     |
| Dinamarca Suecia                   | 1   | 0     | 0      | 1     |
| Estados Unidos Francia             | 0   | 2     | 0      | 2     |
| Francia Estados Unidos Reino Unido | 0   | 1     | 0      | 1     |
| Bohemia Reino Unido                | 0   | 0     | 1      | 1     |
| TOTAL                              | 7   | 4     | 4      | 15    |